# كونك إنسان
 كونك إنسان (بالإنجليزية: Being Human)‏ هو مسلسل كوميدي بريطاني. بدأ عرض موسمه الأول في 25 يناير من سنة 2009، وتكون من ستة حلقات.

## القصة
ثلاثة وعشرين من بعض الأشياء تشترك في البيت وتحاول أن
تعيش حياة طبيعية على الرغم من كونه يصبح مليء بالأشباح، وبالذئب، ومصاص دماء و...

## الإنتاج

### آخر موسم
يوم 7 فبراير 2013، أعلنت البي بي سي أن الموسم الخامس سيكون الأخير في هذه السلسلة، وذلك بسبب فقدان المتابعين.

### كاستينج
غادر الممثل أيدان تورنر والذي جسد دور مصاص دماء طوال ثلاث مواسم، وتم تعويضه بالممثل الآخر داميان مولوني
وفي 12 نوفمبر 2011، أعلن الممثل روسيل توفوي مشاركته في المسلسل تحديدا في موسمه الرابع، وقد جسد شخصية مستذئب.
وفي 26 مارس 2012، أعلنت الممثلة لينورا كريشلاو مشاركتها في المسلسل، جيث جسدت هذه المرة دور شبح.

### التصوير
تم تصوير المسلسل في منطقة كليفتون قرب المدينة الإنجليزية برستل، كما تم تصوير بعض الأجزاء في نيوبورت بدولة ويلز.

## البطولة
| اسم الممثل     | الاسم الأصلي    | الجنسية | الدور      |
| -------------- | --------------- | ------- | ---------- |
| لينورا كريشلاو | Lenora Crishlow | إنجلترا | شبح        |
| روسيل توفوي    | Russel Tovey    | إنجلترا | مستذئب     |
| أيدان تورنر    | Aiden Turner    | أيرلندا | مصاص دماء  |
| سينييد كينان   | Senead Keenan   | أيرلندا | مستذئبة    |
| ميشيل سوشا     | Micheal Socha   | إنجلترا | مستذئب شاب |
| داميان مولوني  | Damien Molony   | أيرلندا | مصاص دماء  |